# Chartularios
Chartularios – w Cesarstwie Bizantyńskim tytuł określający urzędnika, który zarządzał vestiarionem, czyli pierwotnie skarbcem państwowym zawierającym przedmioty niepieniężne, w tym również drogocenne szaty. Urząd ten zmienił się w IX wieku w jednostkę odpowiedzialną za wyposażenie floty w broń, mundury oraz wyżywienie.